# Kasim Hadžić
Kasim Hadžić (Zaostro kraj Priboja (Novopazarski Sandžak, 1917. – Sarajevo 1990.). Bio je šerijatski sudac i nastavnik. Godine 1937. je završio Veliku medresu u Skoplju, a 1941. je diplomirao na Višem islamskom šerijatsko-bogoslovnom učilištu u Sarajevu. U ljeto 1941. je obnašao dužnost gradonačelnika Priboja za vrijeme kratkotrajne vlasti NDH u Sandžaku. Od godine 1942. je pripravnik na Kotarskom šerijatskom sudu u Sarajevu gdje vrši dužnost tajnika "Društva šerijatskih sudaca". Od 1942. do 1945. je urednik sarajevskog hrvatskog muslimanskog tjednika "Osvit". Od 1957. je nastavnik na Gazi Husrev-begovoj medresi u Sarajevu. Umro je u Sarajevu.